# ポップコーン・ブギ
『ポップコーン・ブギ』は、少年ビッグコミックで1981年第23号から1984年第4号まで連載されていた、むつ利之の漫画。
キャッチコピーは「芸能プロフェッショナル列伝」（第5話以降）であった。

## 概要
少年ビッグコミックで『GO!GO!ピンクソックス』の次に連載された芸能漫画で、当初は新人アイドル歌手・六本木誠の活躍を描いていたが、早期に閉店した牛丼店のバイト店員だった水戸納豆と、店長だった吉野屋牛一とのトリオ・牛丼トリオを結成し、芸能プロフェッショナルの助力を借り、他プロが派遣した芸能プロフェッショナルの妨害を避けつつ仕事を達成するストーリーへと変更になった。
そして、大概芸能プロフェッショナルの方がヘマをするオチで締め括られるのが物語のセオリーであった。

## あらすじ
カマプロ新人アイドル歌手・六本木誠は芸能界へデビューするも、更なる売り出しの為、食い逃げで閉店に追いやった牛丼店のバイト店員の水戸納豆と店長・吉野屋牛一を芸能界へスカウトし「牛丼トリオ」を結成する。裏方の芸能プロフェッショナルの助力を得つつも、他芸能プロが派遣するプロフェッショナルの妨害を避けたり、色々な困難を乗り越え、仕事を達成していく。
そして、牛丼トリオの解散から5年が経ち、誠はヒットチャート上位に立つ演歌歌手に転向、納豆はカンヌ映画祭に呼ばれる程の大物俳優に、牛一は芸能プロダクション「ホリホリプロ」を起業、社長に収まる等、それぞれの道を歩んでいた。
しかし、彼等の元マネージャーだったひろみはオカマバーの売り子をする程に落ちぶれていた。そんな中、牛丼トリオのリサイタルを開催するが、誰も観客は来ず、元牛丼トリオの3人は誰も居ない会場でデビュー曲を歌うのであった。

## 登場人物

### レギュラーキャラクター
六本木　誠
青森県出身の16歳で、カマプロで単独アイドルとしてデビュー。第5話で青森から父が誠に会いに上京。第6話で吉野屋牛一と水戸納豆との3人で牛丼トリオを結成。それなりに活躍する。牛丼トリオ解散から5年後の最終回では演歌歌手へ転向し、若手として人気を集めている。
水戸　納豆
第6話から登場の茨城県出身で28歳。牛丼店で食い逃げの黙認の条件に芸能界入りする。芸能人になってから、非常にプライドの高い人物へ変容した。牛丼トリオ解散から5年後では俳優へ転向し、プライドの高さにも磨きが掛かった。
吉野家　牛一
第6話から登場の鹿児島県出身の32歳。トリオ最年長で「店長」と呼ばれているが、身長はトリオ最低である。牛丼トリオ解散から5年後の最終回では何と芸能プロ・ホリホリプロ社長へ出世し、髭を蓄えた。
青森　ひろみ
カマプロマネージャーで43歳。牛丼トリオを盛り上げるべく、様々な仕事を持って来る。牛丼トリオ解散から5年後の最終回ではオカマバーの売り子をする程落ちぶれていた。「ひろみ」と言う名前であるが、れっきとした男性である。

### 芸能プロフェッショナル
泣かせ屋のヤス
第5話、第12話、第35話に登場する記念すべき芸能プロフェッショナル第一号。泣く演技を教えるプロフェッショナルで、最多の3回登場している。終盤におしんデレラの裕子と言う娘が居る事が判明した。
必殺コンサート盛り上げ仕掛人
第6話に登場するコンサートを盛り上げるグループ。
- 悲鳴のお竜を率いる一番隊
- 失神の富子率いる二番隊
- 失禁のお徳率いる三番隊

のチームから構成されている。牛丼トリオのファーストコンサートを盛り上げる為に呼んだ。女子高生の姿をしているが、正体は団地主婦達によるパートグループである。
サバ読み破りのテツ
第7話登場。人の年齢をズバリと読み取る特技を持っており、結成したばかりの牛丼トリオを窮地に追いやる。
サバ読ませのトメ
同じく第7話登場。サバ読み破りのテツに対抗してひろみが助っ人として呼び、テツと対決した。
シェイプアップの権三郎
第8話登場。本職は手打ちうどん屋だが、3分間だけ人間の肉体を改造出来る。
笑い袋のヨネ
第9話と第12話に登場する。泣かせ屋のヤスに次いで、ようがすのタツとタイの2回登場。低ギャラを始め、自宅の放火、アパートに空き巣侵入、妻子に逃げられる等どんな苦境でも笑いを絶やさない笑いのプロフェッショナル。泣かせ屋のヤスとは宿命のライバルと言え第12話で対決する。
コンマのケンゾー
第10話登場。どんな番組でも視聴率を上げるプロフェッショナル。
あみタイツのヨーコ
第11話登場の単独では初の女性プロフェッショナルで、単独では最年少の19歳である 。19歳で既にプロフェッショナルである事から、その実力がうかがえる。どんなに振り付けが下手でもあっという間にマスターしてもらえる。
熟睡ブラザーズ
第13話登場。
- モーニングコールのヒロシが兄

で、
- 子守歌のマサが弟

の睡眠のプロフェッショナル。
ハードスケジュールの牛丼トリオに十分な睡眠を与える。その為、様々な芸能プロから引っ張り凧で、逆に2人共休む暇がない。
一夜漬けのリツコ
第14話登場。あっという間に映画をクランクアップさせてくれる。
聴診器のハルオ
第15話登場。どんな小さな音でも聞き落とさない脅威の聴覚の持ち主。元々はレコード会社のミキサーであったが、過剰な音に反応してダウンしてしまう。その後、リクルートのイチロウの手引きで水道局の検診へ転職した。新婚1年目で妻のトモコと子供が居る。
リクルートのイチロウ
第15話登場。失職したハルオを水道局へリクルートする。
年末年始トリオ
第16話登場。
- 「門松の金次郎」

をリーダーに
- 「きよしこの夜」のヒデ
- 「中小企業のカズ」

の2人のアシスタントを用いて年末年始の番組を演出する。なお、年末年始トリオとは本稿に合わせた便宜上の呼称であり、本編ではチーム名は存在しない。
マッドアームのシゲ
第17話登場。寸分の狂いも無く芸能人のサインを模倣出来るプロフェッショナル。サイン代筆カンパニーに雇われており、牛丼トリオ3年分のサインを執筆して貰うが、ヘマで暴走してしまい、最後にはサイン魔として警察に逮捕される。
「ようがす」のタツ
第18話と第41話に登場で本名は梅宮辰吉（48歳（第18話）、49歳（第41話））。制限時間を提示すれば必ずその時間内に目的地へ着かせてくれる反面、その運転は破茶滅茶でまるで「大都会 (テレビドラマ)」や「西部警察」バリのカーチェイスを受ける羽目になる。
1回目の登場は1982年暮れの第18話で、白黒歌合戦の会場へ牛丼トリオを送るであり、何とか会場へ間に合うものの、本人は道路交通法違反で警察に逮捕される。
2回目の登場は1983年暮れの第41話で、個人タクシーへ転職。またもや牛丼トリオを白黒歌合戦の会場へ送るも、またもや道路交通法違反で再逮捕される。
妻と子供2人居り、2人目の子供は生後そんなに経っていなかった。
必殺帰省仕掛劇団「ふるさと」
第19話登場。帰省できないタレントを即、田舎へ帰った気分にさせてしまう演劇集団。
泥酔のススムさん
第20話登場。水一杯でグデングデンに酔っ払ってしまう特技の持ち主。しかし、余りにも酔い過ぎると数日分の記憶を無くしてしまう。
バミューダのユウちゃん
第21話登場。どんな寒い日でもアッと言う間に夏を運んで来てくれる。モチーフは俳優の加山雄三。寒中水泳大会に慣れさせようとするが、逆に本人が風邪を拗らせてしまった。
3倍速のケンさん
第22話登場。3日分の生活を1日に短縮してしまう脅威の人物。
コマ送りのヨッちゃん
同じく第22話登場。此方は逆に1日の生活を3日掛けて行う超スロモー人間で、2人の元ネタは当時のホームビデオデッキの機能である。
シャンゼリーゼ花子さん
第23話登場。語学堪能のおばあちゃんで、本名は山田花子（61歳）。普段は掃除のおばちゃんである。多彩な言語を話せ、「牛丼全力投球」のフランス人のゲストの通訳が病気で出られなくなった為、代役を務める。
黒船が来たよのハタちゃん
第24話登場の本名は旗本退屈之助（35歳）。時代劇のプロフェッショナルで本当に時代錯誤な生き方をしている。
ジャパン人文字アクションクラブ
第25話登場。歌手が歌詞を忘れた時にその歌手の平仮名を見せる。背骨を折ってまでも文字を作るのは正にプロ根性。
お天気予報一家
第26話登場。
- メンコ返しの正和（一人息子）
- モチ肌のノリ子（母）
- 二日酔いでら欠勤のオサム（父）
- 気象衛星のツネ（祖母） 

の家族4人で気象情報を予想する。
千顔を持つ女、ミネ子
第27話登場。メーキャップのプロフェッショナル。赤子に転生した誠を復元する。
う〜ん美味じゃのヤマさん
第28話登場。料理番組のプロフェッショナルで、ある珍味に挑むが…。此方のエピソードの慣例通り、毒に当たると言うとんでもない結末を迎えた。
グッドセンスのウメさん
第29話登場。ステージ衣装のプロフェッショナルにしてベテラン。
着せ替え人形のリカちゃん
同じく第29話登場でウメさんのパートナー目にも止まらぬ早技であっという間に着せ替えてくれる。ウメさんとの関係はパートナー以外不明。
霊長類のミズエ
第30話に登場。身も心も猿に変身するも、一度猿に変身すると1~2年猿に成り切り社会復帰出来ない困った性癖の持ち主。
変身する時、男衆の前で堂々全裸になり、本作唯一のお色気シーンを展開した。
元気があってのよろしいタメさん
第31話登場。家庭ではスパルタの鬼父であるが、テレビでは幼児番組の弄られ役で、テレビと現実の違いを見せた。収録終了後・鬼父に戻り、子供達を怖がらせてしまう。
恋のキューピッド集団
第32話登場。恋愛が出来ないタレントの為の恋愛仕掛人。恋愛から破局迄面倒を観る。
オカマのヒロミとオナベのケンサク
第33話登場。オカマの夫とオナベコンビで実は夫婦。
三途の川のギンさん
第34話登場で本名は出田銀次。非常にアブノーマルな人である。
おしんデレラの裕子
第35話登場。村芝居の名女優で、牛丼トリオ解散を踏み止まる契機を作る。実は泣かせ屋のヤスの娘である。元ネタは故・橋田寿賀子原作のテレビドラマ「おしん」と童話「シンデレラ」。
タロとジロ
第36話登場。テレビ局に閉じ込められたサバイバルのプロフェッショナル。元ネタは「南極物語」のタロとジロである。
人間プラネタリウムのユウジさん
第37話登場。本職はトビ職であるが、豆電球で見事に星座を再現する。
パニック牛松さん
第38話登場。防災キャンペーンのCMに出演する。どんな状況でもパニックの嵐を呼ぶ傍迷惑な人。
カベをぶち破れのエッちゃん
第39話登場。スランプを脱出させるプロフェッショナル。実は脚本家の佐手角蔵の妻であった。
無理心中のかなえさん
第40話登場。スタントマンを高い所から突き落とす恐ろしいプロフェッショナル。ダイビングを躊躇う落田賀毛夫を突き落とした。
クローン人間の山本兄弟
第42話登場。幾らでもクローン人間を増殖させるとんでもない兄弟。同話のラストのコマで衝撃的な事実が示唆されていた。
影絵のシゲさん
第43話登場。指を使い様々な影絵を作り出すプロフェッショナル。
ブルドーザーのツヨシさん
同じく第43話登場。穴掘りを図面通りに掘る掘削のプロフェッショナル。
古代一族
同じく第43話に登場した真打のプロフェッショナル。
- ムー大陸の遺物のキヨシさん
- 妻の天の羽衣伝説のヒサコ
- 息子の謎の土偶のトモカズ
- 祖父の妖怪小豆洗い
- 祖母の妖怪砂掛け婆婆
- あんこおるわっとのいとこ
- またいとこのあだむすきい

で構成され、謎番組を演出する。また、同話ではプロフェッショナルが最多の3組が登場した。なお「古代一族」とは本稿の便宜上の呼称であり、正式なグループ名はない。
必殺回答カルテット
第44話に登場する本編最終芸能プロフェッショナル。
- 早押しのリュウ…瞬時にボタンを押す
- 早めくりのタツミさん…本をめくって答えを見つけるまで0.01秒の早さを誇る。
- 伝達人Aのフッくん
- 伝達人Bのヤッくん

の4人からなるチームである。

### その他
ナシモト
第7話と第12話に登場する所謂ゴシップリポーター。芸能プロフェッショナルを派遣する等あの手この手を使い、牛丼トリオの仕事の邪魔をする本作唯一の悪役。
誠の父
第5話登場。青森からわざわざ誠に会いに上京。
七四野権兵衛
第17話登場。サイン代筆カンパニーの営業係長。
飼育係
第30話登場。CMに出演している猿グループの飼育係。ボス猿のトモウキのスランプに手を焼く
トモウキ
第30話登場。猿グループのボス猿だが、妻に逃げられ落ち込んでおりミズエが猿女に変身する原因を作り、最後にはミズエに負ける。
佐手角造
第39話登場55歳。人気大御所脚本家だが、スランプに苛まれていた所をエッちゃんに助けられる。実はエッちゃんは嫁であった。
落田賀毛夫
第40話登場で、実質的な第40話の主役。スタントマンでありながら高所恐怖症であるが、無理心中のかなえに落とされる。

## 作品話数リスト
| 巻数  | 話数 | サブタイトル                         | ワークス                                         | 登場プロフェッショナル                             |
| ----- | ---- | ------------------------------------ | ------------------------------------------------ | -------------------------------------------------- |
| 第1巻 | 1    | ごめんね記者会見                     | 謝罪記者会見                                     | 第5話迄無し                                        |
| 第1巻 | 2    | フンイキ作りはむずかしい             | アーモンドチョコレートのCM撮影                   |                                                    |
| 第1巻 | 3    | おっそろしいラジオ・ガール           | ラジオ番組の収録                                 |                                                    |
| 第1巻 | 4    | 休日大パニック物語                   | なし                                             |                                                    |
| 第1巻 | 5    | ナミダ〜ナミダのご対面               | 歌番組の収録                                     | 泣かせ屋のヤス                                     |
| 第1巻 | 6    | 開演だよ、牛丼トリオ                 | 牛丼トリオデビューコンサートの成功               | 必殺コンサート盛り上げ仕事人                       |
| 第1巻 | 7    | タレントの年を暴く                   | 牛丼トリオの年齢の隠蔽                           | サバ読み破りのテツ、サバ読ませのトメ               |
| 第1巻 | 8    | おれたち大スター、だからスタイル抜群 | 芸能人水泳大会番組の収録                         | シェイプアップの権三郎                             |
| 第1巻 | 9    | あ〜っはっはっは〜                   | バラエティー番組の収録                           | 笑い袋のヨネ                                       |
| 第1巻 | 10   | 視聴率あげます                       | 牛丼トリオ主演のバラエティー番組の視聴率アップ   | コンマのケンゾー                                   |
| 第1巻 | 11   | 恐怖のブリッコ娘                     | 牛丼トリオ新曲の振り付け習得                     | あみタイツのヨーコ                                 |
| 第1巻 | 12   | オ〜イオイVS.あ〜っはっはっは        | 謝罪記者会見                                     | 泣かせ屋のヤス、笑い袋のヨネ                       |
| 第2巻 | 13   | ハードスケジュールなんて怖くないやい | 牛丼トリオの睡眠時間確保                         | 熟睡ブラザーズ                                     |
| 第2巻 | 14   | 2人でお茶を                          | 映画「ローティーンブギ」の撮影完成               | 一夜漬けのリツコ                                   |
| 第2巻 | 15   | 音の魔術師                           | 牛丼トリオ新曲のレコーディング                   | 聴診器のハルオ、リクルートのイチロウ               |
| 第2巻 | 16   | 新年を呼ぶ男                         | 年末年始番組の収録                               | 年末年始トリオ                                     |
| 第2巻 | 17   | サインはおまかせ                     | 牛丼トリオ3年分の色紙作成                        | マッドアームのシゲ                                 |
| 第2巻 | 18   | 明日にむかって走れ                   | 牛丼トリオを白黒歌合戦の会場へ輸送               | 「ようがす」のタツ                                 |
| 第2巻 | 19   | 田舎は最高だっぺごわす               | 牛丼トリオの帰省演出                             | 必殺帰省仕掛劇団「ふるさと」                       |
| 第2巻 | 20   | 泥酔行進曲                           | バラエティー番組「オレたちサラリーマン族」の収録 | 泥酔のススムさん                                   |
| 第2巻 | 21   | 海がオレを呼んでるぜ                 | 芸能人寒中水泳番組の収録                         | バミューダのユウちゃん                             |
| 第2巻 | 22   | キュルキュルの1日                    | 牛丼トリオのスケジュール消化                     | 3倍速のケンさん、コマ送りのヨッちゃん              |
| 第2巻 | 23   | おばちゃんは国境を越えていく         | バラエティー番組「牛丼全力投球」の通訳代行       | シャンゼリーゼ花子さん                             |
| 第3巻 | 24   | 気分は江戸時代                       | 時代劇の撮影                                     | 黒船が来たよのハタちゃん                           |
| 第3巻 | 25   | みよ人文字                           | 歌詞を忘れた歌手に平仮名で教える                 | ジャパン人文字アクションクラブ                     |
| 第3巻 | 26   | あしたはあしたの風が吹く             | 天気予報番組の収録                               | お天気予報一家                                     |
| 第3巻 | 27   | 死線を越えて                         | 赤子に転生した六本木誠の復元                     | 千顔を持つ女、ミネ子                               |
| 第3巻 | 28   | 食べたい時がウマイ時                 | グルメ番組の収録、及び珍味の試食                 | う〜ん美味じゃのヤマさん                           |
| 第3巻 | 29   | ワンマンコンサート大成功             | コンサートの着せ替え衣装の確保                   | グッドセンスのウメさん、着せ替え人形のリカちゃん   |
| 第3巻 | 30   | 新説・進化論                         | 猿と共演するバナナCMの撮影                       | 霊長類のミズエ                                     |
| 第3巻 | 31   | やさしいおじさん                     | 幼児教育番組の収録                               | 元気があってのよろしいタメさん                     |
| 第3巻 | 32   | 美しき初恋                           | 芸能人の恋愛演出                                 | サインは恋のキューピッド集団                       |
| 第3巻 | 33   | い、け、な、い・おかま道             | 女装で出演                                       | オカマのヒロミとオナベのケンサク                   |
| 第3巻 | 34   | センリツの夜                         | オカルト番組の収録                               | 三途の川のギンさん                                 |
| 第4巻 | 35   | 牛丼トリオ解散か                     | 牛丼トリオ解散防止                               | おしんデレラの裕子、泣かせやのヤス                 |
| 第4巻 | 36   | 生きてきたタロとジロ                 | サバイバル番組の収録                             | タロとジロ                                         |
| 第4巻 | 37   | 星がほしーよー                       | 教育番組の収録                                   | 人間プラネタリウムのユウジさん                     |
| 第4巻 | 38   | 東京大パニック                       | 防災CMの収録                                     | パニック牛松さん                                   |
| 第4巻 | 39   | カベをぶちやぶれ                     | 脚本家のスランプ脱出                             | カベをぶち破れのエッちゃん                         |
| 第4巻 | 40   | 決死のダイビング                     | スタントシーンの撮影                             | 無理心中のかなえさん                               |
| 第4巻 | 41   | カー・チェイス                       | 牛丼トリオを白黒歌合戦の会場へ輸送               | 「ようがす」のタツ                                 |
| 第4巻 | 42   | ネコの手も借りたい                   | 牛丼トリオのハードワークの対応                   | クローン人間の山本兄弟                             |
| 第4巻 | 43   | 世界の謎に挑戦                       | 謎番組の撮影                                     | 影絵のシゲさん、ブルドーザーのツヨシさん、古代一族 |
| 第4巻 | 44   | クイズはおまかせ                     | アップアップクイズの参加                         | 必殺回答カルテット                                 |
| 第4巻 | 45   | さらば!牛丼トリオ                    | 牛丼トリオのリサイタル開催                       | なし                                               |

## 書籍データ
巻末には登場したプロフェッショナルの図鑑があった。
初版が発売されて以降、一度も漫画文庫やドットコムコミックでも復刻されていない。
- 第1巻：1983年2月5日発売 雑誌45313-41（ISBNコード無し）
- 第2巻：1983年9月5日発売 雑誌45313-42 ISBN 4-09-150342-X C0279
- 第3巻：1984年3月5日発売 雑誌45313-43 ISBN 4-09-150343-8 C0279
- 第4巻（最終巻）：1984年6月5日発売 雑誌45313-44 ISBN 4-09-150344-6 C0279